# ستان ألين
ستان ألين (بالإنجليزية: Stan Allen)‏ هو مهندس معماري أمريكي، ولد في 1956.